# Carrier sense multiple access with collision avoidance
Carrier Sense Multiple Access with Collision Avoidance (CSMA/CA) är en accessmetod för att flera parter skall kunna sända information på ett och samma fysiska medium, exempelvis en kabel eller radioband.
I ett alternativ till CSMA/CA är CSMA/CD som i stället för collision avoidance använder sig av collision detection. Skillnaden är att CA försöker se till att inga kollisioner uppstår medan CD sänder när det ser ut att vara ledigt och sedan avbryter om en kollision uppstår.
CSMA/CA används i trådlösa nätverk av typen IEEE 802.11 som är den vanligaste typen av WLAN. Detta eftersom det är svårt eller till och med omöjligt att upptäcka kollisioner. En orsak är att det är svårt att sända och ta emot dessa radiosignaler samtidigt. Det kan också vara så att de två sändarna inte hör varandra (medan accesspunkten hör båda).
Collision avoidance kan uppnås genom att den som vill sända skickar en kort RTS (Request to send). Accesspunkten svarar med ett CTS (clear to send). Alla parter som är inom räckhåll för accesspunkten hör förhoppningsvis detta och avstår från att sända tills denna sändning har bekräftats.
Ett annat sätt att uppnå detta är genom att sändaren slumpmässigt väljer en tid om den märker att kanalen är upptagen när den ska sända. Sändaren räknar ner denna tid då kanalen är ledig. Först när denna slumptid har blivit 0 sänds det som ska sändas. Denna metod lämpar sig för kortare överföringar eftersom man slipper RTS-CTS sändningarna som tar tid.
Genom att undvika kollisioner kan man utnyttja den begränsade bandbredd trådlös överföring ger på ett bättre sätt. Nyare versioner av IEEE 802.11 som till exempel IEEE 802.11g hoppar vid goda sändningsförhållanden över RTS och CTS och räknar med att den snabbare hastigheten skall se till att förbindelsen utnyttjas effektivt ändå och förlitar sig på Logical Link Control (LLC) för felrättning.